# Die Juxheirat
Die Juxheirat är en operett i tre akter med musik av Franz Lehár och libretto av Julius Bauer. Den hade premiär den 21 december 1904 på Theater an der Wien i Wien där den spelades 39 gånger.
Die Juxheirat var Lehars fjärde operett och är den sista innan framgången med Glada änkan. Det omstridda librettot till operetten var en orsak till att verket på längre sikt inte slog igenom. En annan orsak var den jättelika succé med Glada änkan som överskuggade fler samtida operetter. Idag spelas operetten sällan. Enstaka musiknummer spelas på konserter.

## Personer
- Thomas, Brockwiller, miljardär
- Baronessan Selma von Wilfort, hans dotter
- Kapten Arthur, hans son
- Fröken Phoebe
- Fröken Edith
- Fröken Euphrasia
- Harold von Reckenburg
- Philly Kaps, chaufför
- Huckland, sheriff
- Överste Summer
- Ceremonimästare
- Sergeant

## Handling
Akt i – Parken i Brockwillers Villa i Newport
Selma, dotter till miljardären Brockwiller, har nyligen blivit änka. Besviken på äktenskapet kommer hon aldrig mer gita sig och har tillsammans med sina väninnor Edith, Phoebe och Euphrasia grundat föreningen "Bort med männen".
Phoebe och Euphrasia blir dock osams då båda igenkänner Brockwillers chaufför Philly Kaps som den man de båda fått ett frieri ifrån. Då Philly i hemlighet talar med Phoebe och försöker försonas med henne drabbas Euphrasia av svartsjuka och låter polisen haffa Philly.
Miljardären Brockwiller vill ovillkorligen gifta bort dotter Selma med sin kompanjon, tyskamerikanen Harold von Reckenburg. Selma nekar dock strikt och vägrar ge upp sina ideal. Harolds syster Juliane får höra om Selmas vägran att gifta sig och vill spela henne ett spratt. Juliane var nämligen en gång förlovad med en ung man som bröt förlovningen och gifte sig med Selma då han hört talas om hennes höga hemgift.
Förklädd och under falskt namn talar Juliane med Selma och blir invald i föreningen. Vid ett möte nämner hon av en slump vad hon vet om Harolds syster Juliane. Hon ska uppenbarligen visa sig offentligt i manskläder och använder broderns namn när hon är på jakt efter en partner.
Selma beslutar sig för att fånga in låtsas-Harold i sin budoar då han låtsas vara en kvinna. Brockwiller är nöjd då han hör att dottern är beredd att träffa en karl för giftermål.
Akt II – Festsal i Villa Brockwiller
Euphrasia ångrar förräderiet mot Philly Kaps och kidnappar honom från fängelset. Då de kommer in i Villa Brockwiller träffar Philly på Harold och de börjar samtala. Övermodig ger Philly olika förslag till Harold hur man bäst erövrar ett kvinnohjärta. För att illustrera det hela kräver Philly att Harold går med på ett rollspel i vilket han ska klä ut sig till kvinna.
Av en slump hör Selma allt och är nu helt övertygad om att Harold vill vara en kvinna. Sålunda ser hon till att kyssa Harold i vittnens närvaro. Hennes överraskade fader betraktar kyssen som en förlovningskyss. Han gläder sig och ställer in sig på bröllop. Hans för tillfället närvarande vän och sheriff Huckland förklarar i kraft av sitt ämbete giftermålet giltigt.
Till bröllopsfesten kommer Juliane såsom Gräfin von Reckenburg och avslöjar det hela. Selma erfar till sin förskräckelse att hon lagligt är gift med en man. Vredgad lämnar hon sin bröllopsfest och flyr till sin väninna Phoebe, som ju dock har varit med i sprattet.
Akt III – Brockwillers jaktstuga upp i bergen (tre månader senare)
Föreningen är upplöst. Edith har under tiden gift sig med Browillers brorson och erhållit $ 100.000 som hemgift av Browiller. Sonen Arthur har gift sig med Juliane och Philly med Phoebe. Selma har dragit sig tillbaka till faderns jaktstuga i bergen.
Alla paren har dock enligt överenskommelse beslutat tillbringa smekmånaden i samma jaktstuga. Hela dagarna är nu Selma omgiven av kuttrande kärlekspar och hon retar sig på deras lycka. Hon längtar efter sin make Harold. Till slut kommer även han till stugan och önskar prata med Selma. Han insisterar inte på att deras äktenskap ska fortgå och redan ordnat med skilsmässopappren. Detta får Selma att vekna och efter Harolds kärleksförklaring faller hon skrattande i hans armar.

## Musiknummer
Nr. 1 Introduktion: Genug, ihr sprengt mir ja die Ohren
Nr. 2 Quintett: Die Luft ist rein
Nr. 3 Harolds Auftritts Lied: Also hier das Revier
Nr. 4 Arietta und Terzettino: Sie also, mein süßestes Herrchen
Nr. 5 Lied: Bitte später
Nr. 6 Duett: O du Böser
Finale I: Es hört sich wie ein Märchen an
Nr. 7 1/2 Entr'act (Vorspiel zum 2. Akt)
Nr. 8 Terzettino und Lied: Nein diesmal sollen sie...
Nr. 9 Duett: Mein Ritter muss ein Künstler sein
Nr. 10 Musikalischer Dialog und Madrigal: Sie kommen mir wahrhaftig vor
Nr. 11 Zwischenspiel: Was könnte man ersinnen
Nr. 12 Lied des Arthur: So wär es wahr
Nr. 13 Kusslektion: Was zaudern Sie
Nr. 14 Tanzterzett: Bei Gott ich wollte....
Nr. 15 Finale II
Nr. 15 1/2 Entr'act (Vorspiel zum 3. Akt)
Nr. 16 Introduktion: Ich stutze und putze den Nagelrand
Nr. 17 Phoebe's Arietta: Wozu den Mann bekämpfen
Nr. 18 Couplet: Ging ein Knab
Nr. 19 Finale III